# 葉仙人掌屬
葉仙人掌屬（学名：Pereskia），又名木麒麟屬或麒麟仙人掌屬，是熱帶的一屬仙人掌，但外觀不像其他仙人掌，而是有幼莖及很多葉子。它們原產於巴西至墨西哥。其學名是為紀念16世紀的法國植物學家佩雷斯克（Nicolas-Claude Fabri de Peiresc）來命名。

## 特徵
葉仙人掌屬的葉子很及鮮綠色，莖子很長及有刺。它們並不一定是肉質植物，也有灌木、攀緣植物等。它們的刺卻像仙人掌般是由刺座長出的。它們的葉子不像麒麟掌屬、擬葉仙人掌屬、頂花麒麟掌屬及圓筒仙人掌屬般是肉質的。一般相信其他仙人掌都是源自葉仙人掌屬，有植物学家推测，在安第斯山脉形成之前，所有仙人掌科植物都是这副模样。
葉仙人掌屬的灌木物種可以高達1米，而攀緣或樹狀的則可高達5-20米。花朵是單獨或一束的，一般都像玫瑰，直徑長1-5厘米。花朵顏色各有不同，有白色、黃色至紫紅色或紅色。果實呈球狀，直徑2-5厘米，剝開後呈酒紅色。

## 分佈
大部份葉仙人掌屬都是在熱帶的乾旱森林或旱生叢林生長，乾旱季節介乎2-5個月。它們分佈在墨西哥南部至哥倫比亞及委內瑞拉，經加勒比地區及巴西東部，南下至烏拉圭北部及阿根廷。有幾種是秘魯及玻利維亞安地斯山脈的特有種。在美國佛羅里達州也有見到它們，但很有可能是引入的。

## 物種

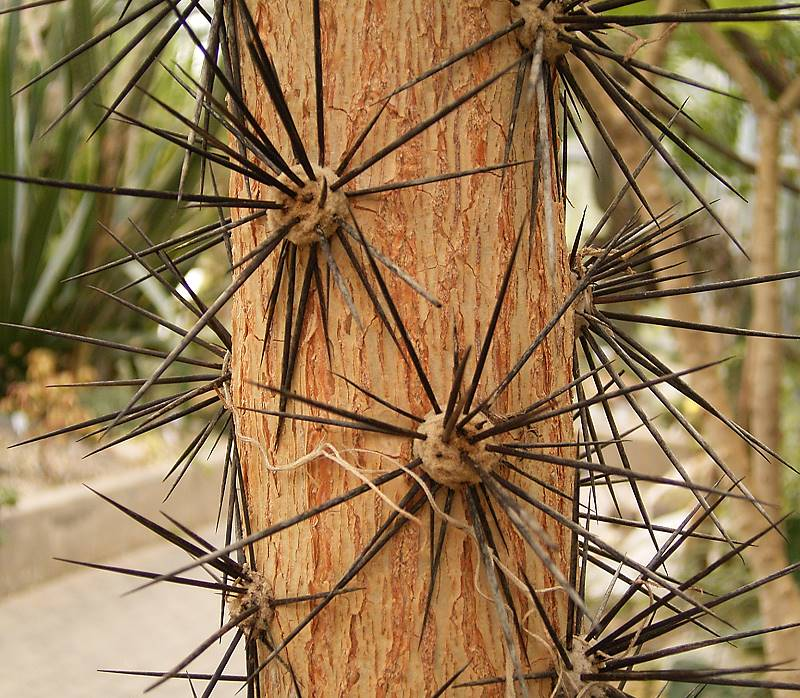
葉仙人棒像樹的莖。

- 木麒麟 P. aculeata
- P. aureiflora
- P. bahiensis
- 玫瑰麒麟 P. bleo
- P. colombiana
- P. cubensis
- P. diaz-romeroana
- 紫背葉仙人掌 P. godseffiana

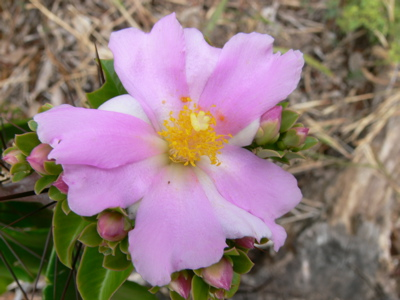
葉仙人棒的花朵。

- 葉仙人棒 P. grandifolia葉仙人棒的花朵。葉仙人棒像樹的莖。
- P. guamacho
- P. horrida
- P. humboldtii
- P. lychnidiflora
- P. marcanoi
- P. nemorosa
- P. philippi
- P. portulacifolia
- P. quisqueyana
- 毛萼葉仙人掌 P. sacharosa
- P. stenantha
- P. subulata
- P. vargasii
- 梅麒麟 P. weberiana
- P. zehntneri
- P. ziniiflora
- P. zinniaefolia

## 命名
最先發現葉仙人掌屬的應該是查爾斯·帕魯密爾（Charles Plumier），大約是於1689年至1695年間在加勒比地區發現，但沒有標本能夠存活。雖然帕魯密爾於1703年描述了葉仙人掌屬，但卡爾·林奈將其中兩個物種放到仙人掌屬中。菲利普·米勒（Philip Miller）於1754年重新以其原名來命名，根據國際植物命名法規，他才是正式的命名者。

## 用途
葉仙人掌屬並不怎麼具有經濟效用，一般都只用作樹籬、嫁接砧木或观赏植物。移植容易，很快就會長成樹叢。它們比肉質的仙人掌耐水，也可以作為蟹爪蘭的植根。它們在加勒比地區及西非已自然化。它們含有酪胺及苯乙胺。